# August Grisebach
August Heinrich Rudolf Grisebach, född 17 april 1814 i Hannover, död 9 maj 1879 i Göttingen, var en tysk botaniker. Han var far till arkitekten Hans Grisebach. Auktorsnamnet Griseb. kan användas för August Grisebach i samband med ett vetenskapligt namn inom botaniken; se Wikipediaartiklar som länkar till auktorsnamnet.
Grisebach blev professor i naturalhistoria i Göttingen 1841 och direktor för botaniska trädgården där 1875. Han företog ett flertal vetenskapliga resor genom Europa, och utgav det klassiska verket Die Vegetation der Erde nach ihrer klimatischen Anordnung (2 band, 1872), den första sammanfattande framställningen av växtgeografin, där Grisebach, utgående från Alexander von Humboldts åsikter, försökte härleda vegetationens sammansättning huvudsakligen från de klimatiska förhållandena och jordmånen. Inom växtsystematiken ägnade sig Grisebach åt Västindiens och Argentinas flora.